# USS Niblack (DD-424)
L’USS Niblack (DD-424) est un destroyer de classe Gleaves de l'United States Navy.
C'est le seul navire qui porte le nom d'Albert Parker Niblack, amiral américain de la Première Guerre mondiale.

## Histoire
Après des essais et un entraînement dans les Caraïbes, le Niblack effectue son premier convoi vers Naval Station Argentia, à Terre-Neuve. En juillet 1940, il escorte le groupe qui débarque les troupes américaines en Islande. Cependant, avant, il fait une reconnaissance préliminaire. Le 10 avril 1941, alors qu'il s'approche de la côte, le navire ramassé trois barques de survivants d'un navire marchand torpillé. Lorsqu'un sous-marin est détecté, le commandant de la division, Denis L. Ryan, ordonne une attaque de charges de profondeur qui chasse l'U-52. Cette bataille sans effusion de sang est apparemment la première action entre les forces américaines et allemandes pendant la Seconde Guerre mondiale. Le 1er juillet 1941, le Niblack navigue d'Argentia avec la force d'occupation, arrivant le 7 juillet.
Le destroyer continue son service d'escorte et, avec quatre autres destroyers, escorte un convoi rapide à travers l'Atlantique lorsque, le 31 octobre 1941, la torpille d'un U-boot allemand frappe le Reuben James, le faisant exploser en deux ; le Reuben James est le premier navire de la marine américaine à être perdu lors de la Seconde Guerre mondiale. Seuls 44 survivants sont récupérés.
Après l'attaque du Japon sur Pearl Harbor qui pousse officiellement l'Amérique dans la guerre le 7 décembre 1941, le Niblack continue à escorter les convois de l'Atlantique Nord à Reykjavík, en Islande, à Londonderry, en Irlande du Nord et à Greenock, en Écosse. En juillet 1942, il est transféré dans les Caraïbes pour un service temporaire au plus fort de la campagne des U-boot là-bas, reprenant ses fonctions dans le Nord en août. En novembre 1942, il escorte le premier convoi de soutien à Casablanca après les débarquements alliés sur la côte marocaine. Le navire effectue ensuite le service d'escorte de convoi côtier jusqu'à son départ au début de mai 1943 pour Mers-el-Kébir, en Algérie.
Pendant l'invasion de la Sicile, le Niblack effectue des tâches d'escorte et surveille l'opération de pose de mines près de Gela. Il escorte des navires de troupes dans le port de Syracuse le lendemain de la prise de la ville. Au cours de cette opération, des torpilleurs allemands attaquent le Niblack et le PC-556 sous le couvert d'un écran de fumée dense. Les navires américains chassent les Schnellboots par des coups de feu après que l'engin ennemi tire trois torpilles qui ratent la cible et explosent près du brise-lames du port.
Le destroyer soutient l'avance des forces terrestres alliées à travers la Sicile et entre dans le port de Palerme après sa capture. Peu de temps après la déroute des Allemands à travers le détroit de Messine, les Niblack, Boise, Philadelphia, Gleaves, Plunkett et Benson sortent de Palerme dans la nuit du 17 au 18 août 1943 et se rendent à grande vitesse sur la côte italienne pour le premier bombardement du continent italien par les forces navales américaines.
Le navire participe au débarquement à Salerne le 9 septembre 1943. Il sert d'abord près de la plage, mais lorsque la situation à terre devient désespérée, il rejoint les destroyers qui appuient le feu. Du 16 au 17 septembre, il mène onze missions de soutien. Les forces américaines qui avancent après le bombardement renvoient des rapports faisant état de la destruction complète des hommes et du matériel ennemis dans les zones cibles du Niblack.
Plus tard dans la campagne de Salerne, le navire accompagne le croiseur Philadelphia pendant les attentats à la bombe radiocommandés qui endommagent le Philadelphie et le Savannah. Le 27 octobre, le Niblack et le Brooklyn bombardent les canons côtiers ennemis loin derrière les lignes de front dans le golfe de Gaète, en Italie, pour ouvrir la voie aux forces terrestres alliées.
Le 11 décembre 1943, le Niblack rejoint le HMS Holcombe à la recherche d'un U-boot allemand dont les torpilles avaient coulé plusieurs cargos au large de Bizerte la veille. Cependant, l'U-593 frappe le premier et coule le Holcombe avec une torpille acoustique. Le Niblack sauve 90 survivants et les transfère sur un navire-hôpital de l'armée cette nuit-là. Pendant le transfert, il repère des tirs antiaériens du sous-marin contre un avion de patrouille britannique et dirige le Wainwright et le HMS Calpe vers les lieux, où ils coulent l'U-593.
Quatre jours plus tard, lorsqu'un Liberty ship est torpillé près de l'entrée du port d'Oran, le Niblack et le Mayo recherchent le sous-marin. Ils avaient limité la recherche à une petite zone lorsqu'ils sont relevés par les Woolsey, Edison et Trippe, qui coulent l'U-73.
Après un mois dans la Task Force 86, le navire a l'ordre de soutenir les débarquements à Anzio. Au cours de cette invasion, le navire combat les attaques simultanées de bombardiers en piqué et de torpilles, de Schnellboots et de torpilles humaines. Du 22 au 29 janvier 1944, le navire repousse les attaques répétées des avions ennemis et est reconnu pour avoir détruit un avion et probablement touché deux autres. Lors d'une attaque, deux navires de sa division sont mis hors de combat, le Plunkett par une bombe de 250 kg et le Mayo par une mine.
En février, le Niblack retourne à New York pour une brève révision, mais reprend ses fonctions en Méditerranée en mai. L'ennemi chassé de la Sicile, de l'Afrique du Nord et du sud de l'Italie intensifie ses attaques sous-marines et aériennes contre la navigation alliée le long de la côte africaine. Un U-boot tire sur un groupe qui venait d'achever un autre U-boot. Ces navires américains commencent la recherche du sous-marin puis sont remplacés par les Woolsey, Madison, Benson, Ludlow et Niblack. Les Niblack et Ludlow travaillent ensemble dans la chasse, qui commence le 18 mai 1944.
Les avions britanniques captent le sous-marin par radar à 2 h 40 le lendemain matin et les Niblack et Ludlow viennent. Établissant le contact avec le sonar, les deux destroyers larguent onze charges de profondeur, forçant le sous-marin à la surface. Au moment de redescendre, les deux navires ouvrent le feu, tandis que les avions larguent des bombes à proximité. Lorsque la cible est à nouveau repérée, le Niblack se précipite pour frapper à nouveau avec dix autres charges. Revenant à nouveau, l'U-960 pique le nez vers le bas et fait son dernier plongeon, laissant 20 survivants qui sont rapidement capturés.
Les mois d'été de 1944 sont consacrés à la formation des directions de chasse. Les Gleaves et Niblack sont qualifiés comme les deux seuls destroyers directeurs de chasse de la huitième flotte des États-Unis et dirigent les avions français et britanniques pour repousser les attaques aériennes des torpilleurs allemands contre les convois alliés lors du débarquement en Provence.
Les premiers débarquements le 15 août 1944 rencontrent peu de résistance et, pendant plusieurs jours, le navire contrôle le routage et l'envoi de tous les convois sortants, prenant sa place à l'extérieur la nuit. Le 20 août, il rejoint les Quincy, Nevada et Omaha pendant le siège de Toulon. Il est fréquemment pris sous le feu des grandes batteries de défense côtière de Saint-Mandrier et de Saint-Elme et échappe à plusieurs tirs puissants.
À la suite de la prise de Marseille et de Toulon, il est affecté à la Task Force 86 puis à la "Flank Force", les forces navales alliées qui fournissent un appui-feu à la 1st Airborne Task Force (en) à la frontière franco-italienne. Au cours des périodes du 4 au 17 octobre et du 11 au 25 décembre 1944, le navire accomplit de nombreuses missions de soutien, opérant sous la menace constante de bateaux explosifs, de torpilles humaines et de mines flottantes. Le navire coule 43 mines, détruit un MAS allemand et endommage quatre autres dans le port de San Remo.
Le Niblack retourne à Oran pour servir de navire amiral pour le commandant, Destroyer Squadron 7, (Commander Destroyer 8th Fleet), retournant au Boston Navy Yard en février 1945. Après avoir servi dans des groupes anti-sous-marins et comme escorte pour un convoi d'Angleterre en avril, il transite par le canal de Panama le 3 juillet 1945 et se rend à Pearl Harbor via San Diego. Après un programme de formation, au cours duquel les hostilités avec le Japon prennent fin, le navire escorte le groupe d'occupation qui débarque à Sasebo, le 22 septembre 1945. Il escorte les forces de débarquement à Matsuyama, restant dans le Pacifique occidental pour d'autres tâches pendant la période d'occupation.
Par une directive de juin 1946, le navire est mis hors service et entre dans la flotte de réserve de l'Atlantique à Charleston (Caroline du Sud). Il est transféré à Philadelphie où il reste jusqu'au 31 juillet 1968. Il sert pour des essais puis est vendu le 16 août 1973 pour la ferraille.

## Distinctions
- Le Niblack reçoit cinq Battle stars[1].